# 보이드 (큐브)

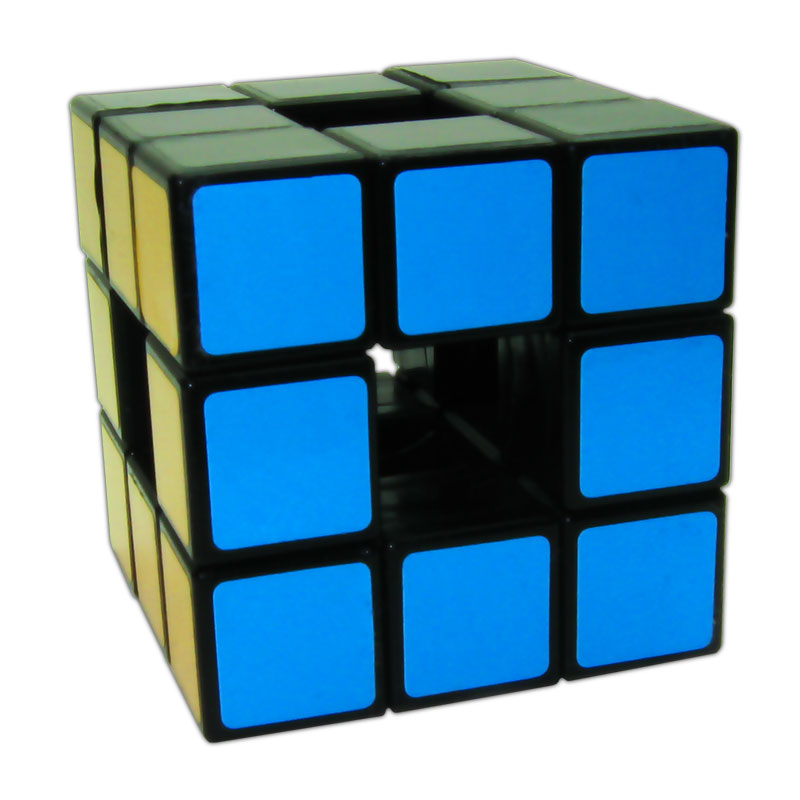
다 맞춘 보이드

보이드(Void Cube)는 큐브 종류 중 하나로, 일반적인 큐브와는 달리 가운데 축이 없는 특징을 가지고 있다. 일본의 큐브 제작자인 오카모토 가츠히코가 발명하였다. 일반적인 루빅스 큐브부터, 페타밍크스까지 종류가 매우 다양하다.

## 같이 보기
- 메가밍크스